# Artotrogus orbicularis
Artotrogus orbicularis är en kräftdjursart som beskrevs av Boeck 1859. Artotrogus orbicularis ingår i släktet Artotrogus och familjen Artotrogidae. Arten är reproducerande i Sverige. Inga underarter finns listade i Catalogue of Life.